# Tanychora sinensis
Tanychora sinensis är en stekelart som beskrevs av Zhang 1991. Tanychora sinensis ingår i släktet Tanychora och familjen brokparasitsteklar. Inga underarter finns listade i Catalogue of Life.